# 岩田彦助
岩田 彦助（いわた ひこすけ）は、江戸時代前期の儒学者。徳島藩出身。谷村藩・川越藩主秋元喬知に重用され、「秋元に過ぎたるもの二つある、無の字の槍と岩田彦助」と称された。

## 生涯
万治元年（1658年）6月25日阿波国徳島富田に生まれた。14歳の時父が病没し、家禄150石を継ぐも、16歳で浪人となり、義父に養われ、外祖父母と同居した。20代の間は徳島で学問、書道、弓馬、柔術、槍・刀・弓術、鳥銃等の修行に励んだ。
貞享4年（1687年）江戸に出て、神社の幟・額面、牌銘、出版物の版下等の揮毫に従事した。元禄2年（1689年）7月27日甲斐谷村藩に出仕し、月俸2石2斗5升を給された。元禄4年（1691年）5月7斗5升加増、元禄6年（1693年）12月4日秩150石、元禄8年（1695年）1月29日50石加増。元禄12年（1699年）10月15日軽卒25人を従え、元禄13年（1700年）5月19日小家監となった。元禄14年（1701年）藩主秋元喬知が老中に就任して多忙になると、江戸家老として藩邸で公務を統括した。元禄15年（1702年）100石加増。
宝永3年（1706年）8月4日正家監となり、10月川越藩転封により川越に移った。宝永5年（1708年）堀兼村の窪地を古代の堀兼の井の地と定め、石碑を建立した。宝永5年（1708年）200石加増、正徳元年（1711年）12月200石加増され、計700石。享保19年（1734年）5月18日川越城表御殿で病没し、南町養寿院に葬られた。法名は寅斉練岳通心居士。墓は昭和33年（1958年）3月6日川越市指定史跡。

## 著書
- 岩田彦助、古稀翁、寅齋「従好談 巻1-巻4追加」、和泉屋儀兵衛藏板、1729年。 - 享保14年（1729年）9月刊。仮名教訓本。宝暦3年（1753年）1月『倭俗談』、明和5年（1768年）1月『教訓従孝談』の後印本が出た[5]。
- 『八九紀行』 - 享保14年（1729年）閏9月大坂に出張した時の紀行[6]。
- 『書札弁惑集』 - 未詳[6]。

## 思想
熊沢蕃山の影響を受け、聖人が説いた礼はその時・国・人・勢を考慮して運用しなければならないとする相対主義的な立場を取り、崎門学派等の朱子学者を教条主義的と批判したほか、これと対立する陽明学派、新たな説を唱える古学派とも距離を置いた。
天道思想について、現実には必ずしも善人に福、悪人に禍いをもたらさないとしてその存在を否定し、善悪の報いを期待せずに人道を行うことを説いた。
仁を「人己相対する所の道の名目」と定義し、朱子学の「愛之理、心之徳」とする定義を批判した上で、単に温和慈愛なだけでは不十分で、時には主君に諫言するような厳しさも求められるとし、諫言する文化のない日本社会を批判した。
孟子の性善説は人心の荒廃していた戦国時代に教化するために作られた方便に過ぎず、宋代の儒学者による本然の性・気質の性といった議論は無用とした。

## 家族
- 父：可次[2]
- 母：今枝氏[2]
- 子：岩田種徳[2]
- 婿養子：岩田和種[2]
- 孫：岩田丹治要信[2]

子孫は代々彦助を名乗り、館林藩転封後も秋元家に仕え、館林市立第一資料館に『三彦秘笈』『寅斎小伝』『岩田家系譜同由緒書』『先祖書』等が所蔵される。